# Sadomasoquisme

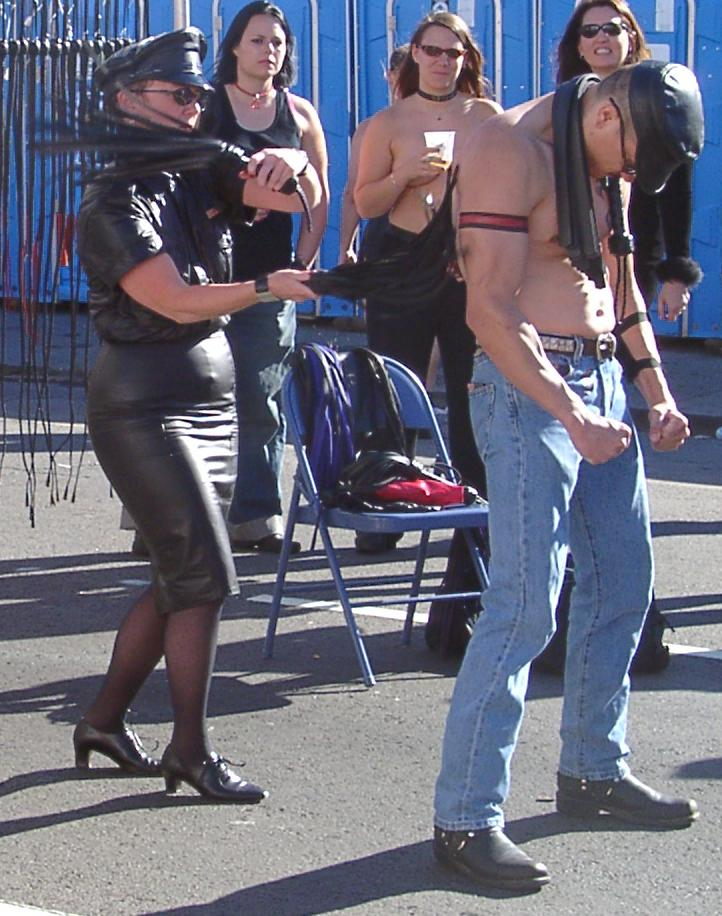
Demostració de flagel·lacions.

El sadomasoquisme és la pràctica eròtica de donar o obtenir plaer a través d'actes que impliquen rebre o infligir dolor o humiliació. Engloba el sadisme i el masoquisme, cadascun dels quals és una parafília complementària de l'altra. Formen part de les parafílies més freqüents, i en petita escala també de la sexualitat habitual de moltes persones.
El sadisme és una parafília per la qual s'obté l'excitació sexual a través del sofriment o les humiliacions que hom provoca en altres persones. Pren el nom de l'escriptor Donatien Alphonse François de Sade, marquès de Sade, ja que en les seves obres hi apareixen una sèrie de personatges que protagonitzen violacions llibertines i fan dissertacions en les quals, per mitjà de sofismes, justifiquen cínicament el que fan.
El masoquisme és una parafília per la qual s'obté l'excitació sexual a través del patiment físic o de les humiliacions infligides per altres persones. Richard von Krafft-Ebing, en l'obra Psychopathia Sexualis (1886) va fer servir per primera vegada aquesta denominació, feta a partir de la segona part del cognom de l'escriptor Leopold von Sacher-Masoch, perquè en algunes novel·les seves, especialment La Venus de les pells, hi apareixen personatges que presenten aquesta parafília.
Habitualment el sadomasoquisme és un fenomen que connecta ambdues fílies, ja que la persona sàdica necessita la persona masoquista a qui infligir els patiments físics o psicològics. La persona sàdica pot rebre el nom d'amo o mestressa i la masoquista d'esclava o esclau. Existeix una indumentària i una colla d'instruments més o menys específics.
És típica la indumentària de làtex i de cuiro, sobretot de color negre, arrapada al cos, màscares incloses, així com bótes de tacó alt. Sovint deixa al descobert zones sexuals. Quant als instruments, són típics els fuets i pales per colpejar, les cadenes, cordes, gàbies, morrions i altres aparells d'immobilització i de tortura.
També hi ha grups i locals on es du a terme aquesta pràctica parafílica de sexe dur.
Els sadomasoquistes solen pactar els límits del dolor o de la humiliació que es pot infligir, els quals solen respectar-se escrupolosament.
També existeixen conductes sàdiques aïllades que poden ser extremadament violentes, que poden provocar danys greus, fins i tot la mort d'una víctima que no cal que sigui masoquista ni haver pactat res amb qui l'ha agredit sense consentiment.

## El sadomasoquisme al cinema
- 1963: El servent (The Servant), de Joseph Losey
- 1967: Belle de jour, de Luis Buñuel
- 1974: Il portiere di notte, de Liliana Cavani
- 1975: Història d'O (Histoire d'O), de Just Jaeckin
- 1976: L'Empire des sens, de Nagisa Oshima
- 1976: Maîtresse, de Barbet Schroeder
- 1984: Gwendoline, de Just Jaeckin
- 1985: Seduction: The Cruel Woman, de Monika Treut i Elfi Mikesch
- 1986: Noir et Blanc, de Claire Devers
- 1986: Le Déclin de l'empire américain, de Denys Arcand
- 1994: Exit to Eden, de Garry Marshall
- 1986: Vellut blau (Blue Velvet), de David Lynch
- 1986: Nou setmanes i mitja (Nine 1/2 Weeks), d'Adrian Lyne
- 1991: Young Catherine, de Michael Anderson
- 1995: Butterfly Kiss, de Michael Winterbottom
- 1999: Romance, de Catherine Breillat
- 1999: Fight Club, de David Fincher
- 2001: La pianista (La Pianiste), de Michael Haneke
- 2001: Ichi the Killer, de Takashi Miike
- 2002: Irréversible, de Gaspar Noé
- 2003: La Secrétaire, de Steven Shainberg
- 2006: Verfolgt, d'Angelina Maccarone